# HMS Varangian (P61)
L'HMS Varangian (nº de gallardet: P61) va ser un submarí de classe U (tercer grup) construit per Vickers-Armstrongs per la Royal Navy el 1941.

## Disseny i construcció
Com la resta de naus del tercer grup de la classe el Varangian era més llarg i pesat, i amb major autonomía, que les naus dels dos primers grups. També va ser una de les naus del tercer grup que es van armar amb un total de sis mines marines, especialment usades en patrulles al Mediterrani. La nau tenia una tripulació composta de 31 mariners i 2 oficials.
Tot i que la drassana que va produir el Varangian va ser Vickers-Armstrong, com quasi totes les naus de la classe, aquesta va optar per produir la nau a les seves instal·lacions de Newcastle upon Tyne a diferencia de la majoria de la classe, que es va produir a les drassanes de Barrow-in-Furness. Això es va deure al fet que la demanda de naus del tercer grup era tant elevada comparada amb les dues primeres tandes que les instal·lacions originals es van quedar ràpidament petites.

## Carrera
El Varangian va iniciar la seva carrera militar el 10 de juliol de 1941, sent assignat a la protecció del Regne Unit realitzant missions de patrullatge al mar de Noruega i el mar del Nord. Va realitzar dues missions complertes el setembre i novembre del mateix any, abans de necessitar tornar a port per rebre reparacions al motor.
Malauradament la nau no va tornar a veure acció militar des de llavors, ja que des del 1941 fins a la seva retirada del servei actiu va participar en desenes d'exercicis d'entrenament amb altres naus, però mai se la va enviar en cap altra missió ni de patrulla ni de combat.
La nau finalment va ser retirada l'abril de 1941 i enviada a dic sec, per ser finalment desballestada a Gateshead l'1 de juny de 1949.

## Llista de comandants
En temps de guerra la nau va ser capitanejada per un total de set comandants:
| | Comandant                                   | Des de           | Fins             |
| 1 | Tinent Jeremy Nash, DSC, RN                 | 30 març 1943     | 22 novembre 1943 |
| 2 | Tinent Stephen John Fovargue, RN            | 22 novembre 1943 | 23 maig 1944     |
| 3 | Tinent Geoffrey James Gellie, RANVR         | 23 maig 1944     | 17 agost1944     |
| 4 | Tinent Anthony James Sumption, DSC, RNVR    | 17 agost 1944    | 2 gener 1945     |
| 5 | Tinent Reginald Patrick Fitzgerald, DSC, RN | 2 gener 1945     | principis 1945   |
| 6 | Tinent Anthony James Sumption, DSC, RNVR    | principis 1945   | abril 1945       |
| 7 | Tinent John Henry Newman Pope, RN           | 26 juny 1945     | novembre 1945    |
| RNVR: Royal Naval Volunteer Reserve / RANVR: Royal Australian Naval Volunteer Reserve / RN: Royal Navy DSC: Distinguished Service Cross / Creu del Servei Distingit |                                             |                  |                  |